# Liste der Stolpersteine in der Provinz Prato

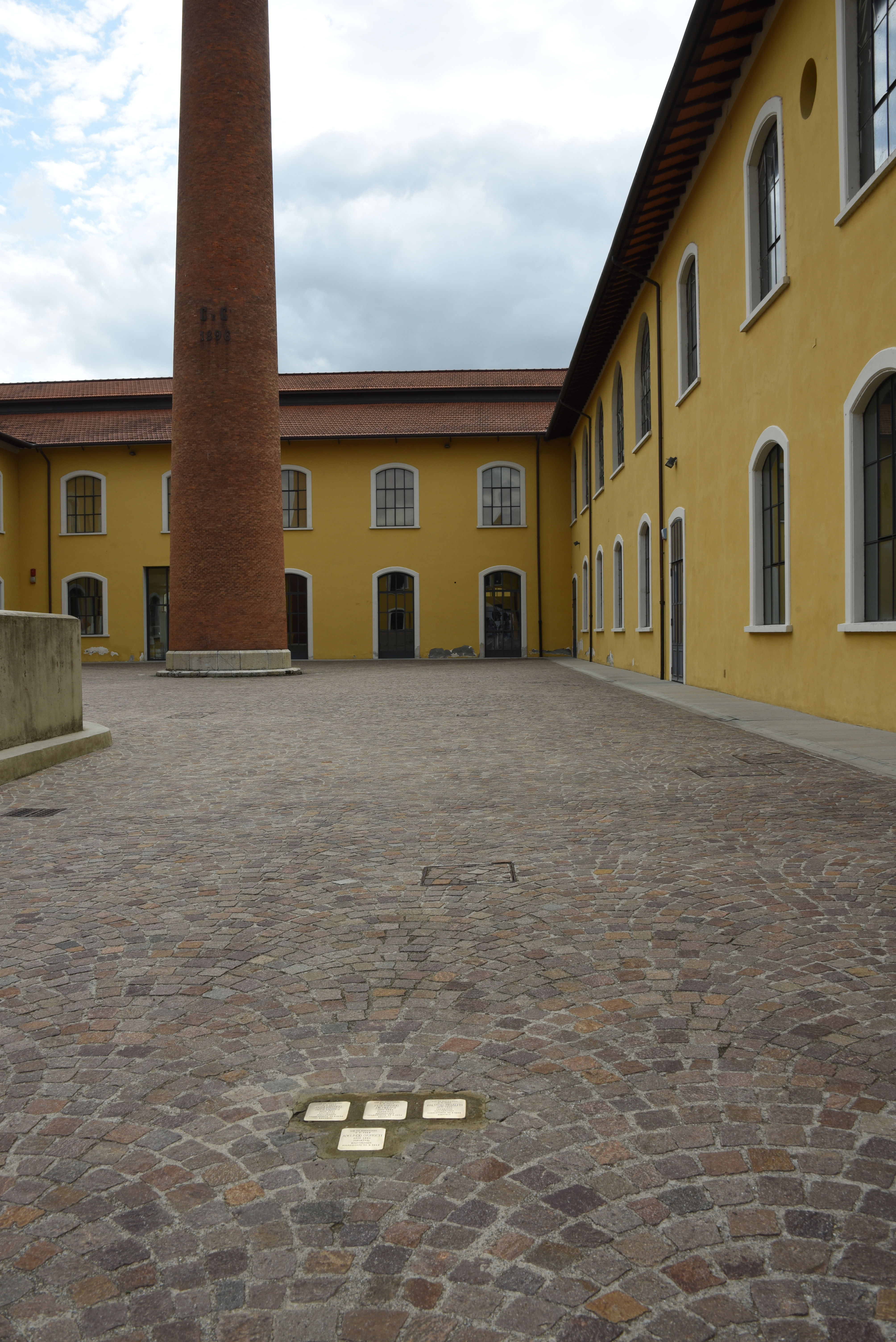
Stolpersteine in Prato, 2017

Die Liste der Stolpersteine in der Provinz Prato enthält die Stolpersteine in der italienischen Stadt Prato, in der Toskana gelegen. Stolpersteine erinnern an das Schicksal der Menschen, die von Nationalsozialisten ermordet, deportiert, vertrieben oder in den Suizid getrieben worden sind.
Die Stolpersteine von Prato wurden am 16. Januar 2013 und am 15. und 16. Januar 2014 von Gunter Demnig persönlich verlegt. Sie liegen in anderen Städten zumeist vor dem letzten selbstgewählten Wohnort des Opfers, in Prato jedoch am Ort der Verhaftung. Ihre Bezeichnung lautet auf Italienisch: Pietre d’inciampo. Bislang wurden in der Provinz Prato keine weiteren Stolpersteine verlegt.

## Verlegte Stolpersteine

### Prato
In Prato wurden 40 Stolpersteine an elf Adressen verlegt.

Die Tabelle ist teilweise sortierbar; die Grundsortierung erfolgt alphabetisch nach dem Familiennamen.
| Stolperstein | Übersetzung | Verlegeort                                          | Name, Leben             |
| ------------ | --- | --------------------------------------------------- | ----------------------- |
|              | HIER WURDE VERHAFTET AM 7.3.1944 EDO SETTIMO ABATI GEBOREN 1926 DEPORTIERT MAUTHAUSEN ERMORDET AM 2.5.1944 EBENSEE              | Piazza San Marco                                    | Edo Settimo Abati       |
|              | HIER WURDE VERHAFTET AM 7.3.1944 RENATO ABATI GEBOREN 1914 DEPORTIERT MAUTHAUSEN ERMORDET AM 15.9.1944 SCHLOSS HARTHEIM         | Piazza San Francesco                                | Renato Abati            |
|              | HIER WURDE VERHAFTET AM 7.3.1944 GINO BARTOLETTI GEBOREN 1901 DEPORTIERT MAUTHAUSEN ERMORDET AM 3.6.1944 EBENSEE                | Porta al Mercatale                                  | Gino Bartoletti         |
|              | HIER WURDE VERHAFTET AM 8.3.1944 GINO BARTOLINI GEBOREN 1912 DEPORTIERT MAUTHAUSEN ERMORDET AM 5.6.1944 EBENSEE                 | Via Galcianese, 20                                  | Gino Bartolini          |
|              | HIER WURDE VERHAFTET AM 16.12.1943 MARIO BELGRADO GEBOREN 1891 DEPORTIERT AUSCHWITZ ERMORDET                                    | Via Ricasoli                                        | Mario Belgrado          |
|              | HIER WURDE VERHAFTET AM 8.3.1944 LEONELLO BETTI GEBOREN 1908 DEPORTIERT MAUTHAUSEN ERMORDET AM 22.4.1945 EBENSEE                | Piazza Duomo                                        | Leonello Betti          |
|              | HIER WURDE VERHAFTET AM 7.3.1944 DIEGO BIAGINI GEBOREN 1904 DEPORTIERT MAUTHAUSEN ERMORDET AM 8.4.1944                          | Piazza San Francesco                                | Diego Biagini           |
|              | HIER WURDE VERHAFTET AM 8.3.1944 DUILIO BORETTI GEBOREN 1916 DEPORTIERT MAUTHAUSEN ERMORDET AM 13.2.1945 EBENSEE                | Via Galcianese, 20                                  | Duilio Boretti          |
|              | HIER WURDE VERHAFTET AM 7.3.1944 NORIS BRESCI GEBOREN 1902 DEPORTIERT MAUTHAUSEN ERMORDET AM 19.1.1945 EBENSEE                  | Piazza San Francesco                                | Noris Bresci            |
|              | HIER WURDE VERHAFTET AM 7.3.1944 RUGGERO BRUSCHI GEBOREN 1896 DEPORTIERT MAUTHAUSEN ERMORDET AM 6.5.1944 EBENSEE                | Piazza Duomo                                        | Ruggero Bruschi         |
|              | HIER WURDE VERHAFTET AM 8.3.1944 UMBERTO CAIANI GEBOREN 1893 DEPORTIERT MAUTHAUSEN ERMORDET AM 25.5.1944 EBENSEE                | Piazza Duomo                                        | Umberto Caiani          |
|              | HIER WURDE VERHAFTET AM 7.3.1944 GIUSEPPE CALAMAI GEBOREN 1918 DEPORTIERT MAUTHAUSEN ERMORDET 10.10.1944 SCHLOSS HARTHEIM       | Piazza delle Carceri, 20 Ecke Via Benedetto Cairoli | Giuseppe Calamai        |
|              | HIER WURDE VERHAFTET AM 7.3.1944 ANTONIO CECCHI GEBOREN 1905 DEPORTIERT MAUTHAUSEN ERMORDET 5.4.1945                            | Piazza delle Carceri, 20 Ecke Via Benedetto Cairoli | Antonio Cecchi          |
|              | HIER WURDE VERHAFTET AM 8.3.1944 ANICETO CIABATTI GEBOREN 1889 DEPORTIERT MAUTHAUSEN ERMORDET AM 4.10.1944 SCHLOSS HARTHEIM     | Piazza Macelli                                      | Ancietoo Ciabatti       |
|              | HIER WURDE VERHAFTET AM 8.3.1944 MAGGIORANO CIABATTI GEBOREN 1927 DEPORTIERT MAUTHAUSEN ERMORDET AM 10.10.1944 SCHLOSS HARTHEIM | Piazza Macelli                                      | Maggiorano Ciabatti     |
|              | HIER WURDE VERHAFTET AM 8.3.1944 SEVERINO FAGGI GEBOREN 1894 DEPORTIERT MAUTHAUSEN ERMORDET AM 24.5.1944 EBENSEE                | Piazza Macelli                                      | Severino Faggi          |
|              | HIER WURDE VERHAFTET AM 7.3.1944 MARIO FAGOTTI GEBOREN 1908 DEPORTIERT MAUTHAUSEN ERMORDET AM 3.11.1944 EBENSEE                 | Piazza delle Carceri                                | Mario Fagotti           |
|              | HIER WURDE VERHAFTET AM 8.3.1944 UMBERTO FRILLI GEBOREN 1900 DEPORTIERT MAUTHAUSEN STARB AM 12.5.1945 AN DEN FOLGEN             | Piazza Macelli                                      | Umberto Frilli          |
|              | HIER WURDE VERHAFTET AM 8.3.1944 OTELLO GABUZZINI GEBOREN 1895 DEPORTIERT MAUTHAUSEN ERMORDET 15.3.1945 EBENSEE                 | Piazza Macelli                                      | Otello Gabuzzini        |
|              | HIER WURDE VERHAFTET AM 8.3.1944 ARMANDO GATTAI GEBOREN 1909 DEPORTIERT MAUTHAUSEN ERMORDET AM 19.1.1945 EBENSEE                | Piazza Duomo                                        | Armando Gattai          |
|              | HIER WURDE VERHAFTET AM 8.3.1944 CESARE GIACHETTI GEBOREN 1903 DEPORTIERT MAUTHAUSEN ERMORDET 8.5.1944 EBENSEE                  | Piazza Macelli                                      | Cesare Giachetti        |
|              | HIER WURDE VERHAFTET AM 8.3.1944 ADELINDO GIORGETT GEBOREN 1884 DEPORTIERT MAUTHAUSEN ERMORDET 11.3.1944                        | Via Puccetti, 1–3                                   | Adelindo Giorgett       |
|              | HIER WURDE VERHAFTET AM 8.3.1944 Giulio Gliori GEBOREN 1920 DEPORTIERT MAUTHAUSEN ERMORDET 16.4.1945 EBENSEE                    | Piazza San Marco                                    | Giulio Gliori           |
|              | HIER WURDE VERHAFTET AM 8.3.1944 GONFIANTINO GONFIANTINI GEBOREN 1892 DEPORTIERT MAUTHAUSEN ERMORDET 15.5.1944 EBENSEE          | Via Puccetti, 1–3                                   | Gonfiantino Gonfiantini |
|              | HIER WURDE VERHAFTET AM 8.3.1944 GIOVANNI GUIDOTTI GEBOREN 1921 DEPORTIERT MAUTHAUSEN ERMORDET AM 29.3.1945 EBENSEE             | Piazza San Francesco                                | Giovanni Guidotti       |
|              | HIER WURDE VERHAFTET AM 8.3.1944 ARTURO LASSI GEBOREN 1900 DEPORTIERT MAUTHAUSEN ERMORDET AM 9.5.1944 EBENSEE                   | Via Galcianese, 20                                  | Arturo Lassi            |
|              | HIER WURDE VERHAFTET AM 7.3.1944 ATTILIO LOMBARDI GEBOREN 1907 DEPORTIERT MAUTHAUSEN ERMORDET 19.4.1945                         | Piazza delle Carceri, 20 Ecke Via Benedetto Cairoli | Attilio Lombardi        |
|              | HIER WURDE VERHAFTET AM 8.3.1944 EZIO MARANGHI GEBOREN 1926 DEPORTIERT MAUTHAUSEN ERMORDET AM 6.5.1945 EBENSEE                  | Piazza San Francesco                                | Ezio Maranghi           |
|              | HIER WURDE VERHAFTET AM 8.3.1944 UMBERTO MASCII GEBOREN 1891 DEPORTIERT MAUTHAUSEN ERMORDET AM 23.4.1944 EBENSEE                | Piazza Macelli                                      | Umberto Mascii          |
|              | HIER WURDE VERHAFTET AM 8.3.1944 SPARTACO MENCAGLI GEBOREN 1924 DEPORTIERT MAUTHAUSEN ERMORDET AM 20.5.1944 EBENSEE             | Piazza San Francesco                                | Spartaco Mencagli       |
|              | HIER WURDE VERHAFTET AM 8.3.1944 FERNANDINO MICHELONI GEBOREN 1883 DEPORTIERT MAUTHAUSEN ERMORDET AM 17.4.1944 EBENSEE          | Via Puccetti, 1–3                                   | Ferdinando Micheloni    |
|              | HIER WURDE VERHAFTET AM 7.3.1944 GUIDO MOSCARDI GEBOREN 1907 DEPORTIERT MAUTHAUSEN ERMORDET AM 1.5.1944 EBENSEE                 | Porta al Mercatale                                  | Guido Moscardi          |
|              | HIER WURDE VERHAFTET AM 8.3.1944 PORSENNA NANNICINI GEBOREN 1904 DEPORTIERT MAUTHAUSEN ERMORDET AM 18.6.1944 EBENSEE            | Piazza delle Carceri                                | Porsennao Nannicini     |
|              | HIER WURDE VERHAFTET AM 8.3.1944 NELLO PETRI GEBOREN 1902 DEPORTIERT MAUTHAUSEN ERMORDET AM 25.4.1944 EBENSEE                   | Piazza Macelli                                      | Nello Petri             |
|              | HIER WURDE VERHAFTET AM 7.3.1944 MARIO PINI GEBOREN 1921 DEPORTIERT MAUTHAUSEN ERMORDET AM 19.2.1945 EBENSEE                    | Piazza Duomo                                        | Mario Pini              |
|              | HIER WURDE VERHAFTET AM 8.3.1944 RENZO PONZECCHI GEBOREN 1919 DEPORTIERT MAUTHAUSEN ERMORDET AM 30.9.1944 EBENSEE               | Via Galcianese, 20                                  | Renzo Ponzecchi         |
|              | HIER WURDE VERHAFTET AM 8.3.1944 PALMIRO RISALITI GEBOREN 1891 DEPORTIERT MAUTHAUSEN ERMORDET 12.3.1945                         | Via Puccetti, 1–3                                   | Palmiro Risaliti        |
|              | HIER WURDE VERHAFTET AM 8.3.1944 ROLANDO SENATORI GEBOREN 1920 DEPORTIERT MAUTHAUSEN ERMORDET AM 13.4.1945 EBENSEE              | Via Galcianese, 20                                  | Rolando Senatori        |
|              | HIER WURDE VERHAFTET AM 8.3.1944 GINO VANNUCCHI GEBOREN 1891 DEPORTIERT MAUTHAUSEN ERMORDET AM 10.6.1944 EBENSEE                | Piazza Macelli                                      | Gino Vannucchi          |
|              | HIER WURDE VERHAFTET AM 7.3.1944 VALESCO VANNUCCHI GEBOREN 1927 DEPORTIERT MAUTHAUSEN ERMORDET AM 25.3.1945 GUSEN               | Piazza San Francesco                                | Valesco Vannucchi       |

## Verlegedaten
Die Stolpersteine von Prato wurden von Gunter Demnig persönlich am 15. und 16. Januar 2014 verlegt.